# 丰特利森多
丰特利森多，是西班牙卡斯蒂利亚-莱昂布尔戈斯省的一个市镇。总面积7平方公里，总人口118人（2001年），人口密度17人/平方公里。